# Memoriał Mario Albisettiego w Chodzie Sportowym 2011
Memoriał Mario Albisettiego w Chodzie Sportowym 2011 – zawody lekkoatletyczne, które odbyły się 20 marca w Lugano. Rywalizowano w chodzie na 20 kilometrów.

## Rezultaty
| Poz. | Zawodnik          | Rezultat |
| ---- | ----------------- | -------- |
| 1.   | Wang Zhen         | 1:18:36  |
| 2.   | Chu Yafei         | 1:18:37  |
| 3.   | Chen Ding         | 1:19:38  |
| 4.   | Hassanine Sebei   | 1:20:19  |
| 5.   | Robert Heffernan  | 1:20:53  |
| 6.   | Nazar Kowalenko   | 1:21:33  |
| 7.   | Petr Trofimow     | 1:21:47  |
| 8.   | Bertrand Moulinet | 1:21:49  |

| Poz. | Zawodniczka        | Rezultat |
| ---- | ------------------ | -------- |
| 1.   | Liu Hong           | 1:29:28  |
| 2.   | Tatiana Sibilewa   | 1:30:36  |
| 3.   | Gao Ni             | 1:30:45  |
| 4.   | Ana Cabecinha      | 1:31:07  |
| 5.   | Zuzana Shindlerova | 1:32:10  |
| 6.   | Li Yanfei          | 1:32:59  |
| 7.   | Irina Umanowa      | 1:33:08  |
| 8.   | Tong Lingling      | 1:33:13  |